# سفارة إستونيا في المجر
سفارة إستونيا في المجر هي أرفع تمثيل دبلوماسي لدولة إستونيا لدى المجر. تقع السفارة في بودابست وهي تهدف لتعزيز المصالح الإستونية في المجر.

## وصلات خارجية
- قائمة سفارات إستونيا
- قائمة السفارات في المجر